# Системски софтвер
Системски софтвер (или системи за софтвер) је рачунарски софтвер створен за пружање услуга са другим софтвером или хардвером.
Примери системског софтвера су оперативни системи, рачунарске науке софтвер, индустријске аутоматизације и апликациони софтвер.
За разлику од системског софтвера, софтвер који омогућава корисницима да раде ствари као што су креирање текстуалних докумената, креирање презентација, играње игрица, слушање музике или сурфовање интернетом се називају апликативни софтвер.
Разлику између наведених софтвера није увек једноставно направити. Неки апликативни програми су саставни део оперативног система. Ти софтвери се не сматрају системски софтвери када могу да се деинсталирају без утицаја на рад другог софтвера. Изузетак је на пример интернет претраживач Интернет експлорер коме је Мајкрософт потврдио на суду да је систем софтвер који није могуће деинсталирати. Још један гранични пример је софтвер базиран на облаку. Овај софтвер пружа услуге софтверског клијента (обично веб претраживача или апликације ЈаваСкрипт да раде у интернет претраживачу), не кориснику директно, и због тога је софтвер система. Такође је развијен коришћењем методологије системског програмирања и програмских језика. Ипак, из перспективе функционалности постоји мала разлика између апликације за обраду текста и обраду текста веб апликације.

## Оперативни системи или контролни систем програми
Оперативни систем (истакнути примери Microsoft Windows, OS X и Linux) омогућава да делови рачунара раде заједно обављање послова као пренос података између меморије и дискова или пружања излаз на уређају за приказ. Она пружа платформу (хардверске апстракције) за покретање системског софтвера на високом нивоу и апликативног софтвера. Језгро је кључни део оперативног система који дефинише АПИ за апликације програме (укључујући и неке системског софтвера) и интерфејс за управљачке програме. Управљачки програми, укључујући компјутерски БИОС и специјалне софтвере за уређаје, обезбеђују основну функционалност за рад и контролишу хардвер повезан са или уграђен у рачунар. Кориснички интерфејс "омогућава корисницима да комуницирају са рачунаром.". Или је интерфејс командне линије (ЦЛИ) или, још од 1980-их графички кориснички интерфејс (ГУИ). Јер је то део оперативног система са којим корисник директно ступа у интеракцију може се сматрати апликацијом и стога не софтверским системом

## Услужни софтвер или системи за подршку програмима
Из историјских разлога неке организације користе термин систем програмер да опишу функцију посла који је прецизније назвати систем администратор. Софтверски алати које ови радници користе се стога називају системски софтвер. Овај такозвани услужни софтвер помаже да се анализира, конфигурише, оптимизује и одржава рачунар, као што су заштита од вируса.
У неким публикацијама, термин систем софтвер такође укључује развој софтвер алата (као што су компајлери, везници тј. драјвери или Дебуггер).